# صیام بن یوسف
صیام بن یوسف (عربی: صيام بن يوسف؛ زاده ۳۱ مارس ۱۹۸۹) یک بازیکن فوتبال اهل فرانسه است.
وی همچنین در تیم ملی فوتبال تونس بازی کرده‌است.